# Uvarus chappuisi
Uvarus chappuisi är en skalbaggsart som först beskrevs av Peschet 1932.  Uvarus chappuisi ingår i släktet Uvarus och familjen dykare. Inga underarter finns listade i Catalogue of Life.